# Ouyang Xiu
Ouyang Xiu (en xinès tradidional: 歐陽修, xinès simplificat: 欧阳修; en pinyin: Ōuyáng Xiū; Wade-Giles: Ou-yang Hsiu) (1007 - 1072) va ser un home d'estat conservador, però humà i tolerant; a més de poeta, va escriure diversos assajos que el converteixen en un dels grans prosistes de la dinastia Song. Ell és també conegut pels seu nom de cortesia de Yongshu, i també es va autoanomenar El Vell Begut 醉翁, o Cap de Casa de l'un de sis 六一居士 en els seus últims anys. A causa de la naturalesa multifacètica dels seus talents, ell seria considerat en l'argot occidental com homo universalis del Renaixement.